# ویتییوویتسه
ویتییوویتسه (به چکی: Vitějovice) یک منطقهٔ مسکونی در جمهوری چک است که در شهرستان پراخاتیتسه واقع شده‌است.
 ویتییوویتسه ۱۱٫۸ کیلومتر مربع مساحت و ۴۶۵ نفر جمعیت دارد و ۵۰۹ متر بالاتر از سطح دریا واقع شده‌است.